# نيون جوبي
نيون جوبي (باللاتينية: Elacatinus)، (بالإنجليزية: neon gobie) هو جنس الجوبى البحرية، موطنه الاصلي الشعاب المرجانية الاستوائية في خليج المكسيك من تكساس حتى هندوراس البريطانية.